# Granados (paroisse civile)
Pour les articles homonymes, voir Granados.
Granados est l'une des trois paroisses civiles de la municipalité de Bolívar dans l'État de Trujillo au Venezuela. Sa capitale est Granados.